# Giacomo Lanfredini
Giacomo Lanfredini (Florença, 26 de outubro de 1680 - Roma, 16 de maio de 1741) foi um cardeal italiano do século XVIII.

## Biografia
Nasceu em Florença em 26 de outubro de 1680. De família nobre. Sua mãe era Costanza Sati. Seu sobrenome também está listado como Lanfredi; e como Lanfredini Amadori.
Ele estudou ciências, grego e latim; mais tarde, em 1699, frequentou a Universidade de Pisa, onde estudou direito com o professor Giuseppe Averani, um distinto advogado.
Nomeado cônego do cabido da catedral de Florença pelo grão-duque Cosme III. Exerceu advocacia em Roma sob a direção de Pomponio de Vecchis, renomado advogado. Generosamente distribuiu sua renda entre os pobres, doando em um dia 10.000 escudos à casa romana da Congregação da Missão (Paulistas). Levou uma vida retirada, devota e austera. Foi auditor de vários cardeais e o cardeal Nicolò Acciaioli, bispo de Ostia e Velletri, decano do Sacro Colégio dos Cardeais, nomeou-o seu vigário geral; e depois o cardeal Fabrizio Paolucci, bispo do Porto e Santa Rufina, vice-decano do Sacro Colégio dos Cardeais. Recusou a nomeação de primeiro auditor do grão-duque da Toscana, mas aceitou a de advogado de suas causas, bem como as de seu filho Giangastone. Obtido por concurso a prelazia Amadori (defensor das causas dos pobres), 1721, passando a ser conhecido como Lanfredini-Amadori. Pronunciou perante o Sagrado Colégio dos Cardeais a oração para o funeral do Papa Inocêncio XIII em 1724; e em março de 1730, a oração De eligendo Pontifice para a eleição do novo Pontífice Clemente XII; ambos foram publicados em Roma. Advogado consistista e tutor do sobrinho do papa, 1726.
Ordenado em 16 de março de 1727 pelo Papa Bento XIII. Relator da SC do Bom Governo. Auditor do Camerlengo da Santa Igreja Romana. Canonista da Penitenciária Apostólica, 1728. Secretário da SC do Concílio Tridentino, julho de 1730. Cônego da patriarcal basílica vaticana, 1730. Eleitor do Supremo Tribunal da Assinatura Apostólica, maio de 1731. Datário da Penitenciária Apostólica, julho de 1733; e mais tarde, regente. Foi conselheiro de confiança dos Papas Inocêncio XIII, Bento XIII e Clemente XII, que lhe pediram conselho nos assuntos mais delicados; ele geralmente respondia por escrito suprimindo modestamente sua assinatura.
Criado cardeal-diácono no consistório de 24 de março de 1734; recebeu o gorro vermelho e a diaconia de S. Maria no Pórtico Campitelli, em 12 de abril de 1734.
Eleito bispo de Osimo e Cingoli, 15 de setembro de 1734. Consagrado, 4 de abril de 1734, Roma, pelo cardeal Giovanni Antonio Guadagni, OCD, vigário geral de Roma, auxiliado por Tommaso Cervini, patriarca latino titular de Jerusalém, e por Giuseppe Maria Feroni, arcebispo titular de Damasco. Todos os anos visitava a diocese e celebrou cinco sínodos diocesanos; pregava incansavelmente e, quando podia, levava o viático aos enfermos, confortando-os com exortações naquele momento difícil; visitou as paróquias instruindo a todos com o Catecismo; ele frequentemente distribuía generosas esmolas aos necessitados. Prefeito da SC da Imunidade Eclesiástica, 15 de maio de 1739 até sua morte. Participou do conclave de 1740, que elegeu o Papa Bento XIV. Renunciou ao governo da diocese de Osimo e Cingoli, 15 de setembro de 1740; o papa concedeu-lhe a escolha de seu sucessor. Visitador apostólico da Reverendo Fábrica de São Pedro, 17 de dezembro de 1740. Visitador apostólico do arqui-hospital de S. Spirito em Sasia, Roma.
Morreu em Roma em 16 de maio de 1741. No dia seguinte foi exposto, conforme testamento, na igreja de Ss. Giovanni e Paolo, Roma; a cappella papalis aconteceu no dia 18 de maio com a participação do Papa Bento XIV. Transferido e sepultado em particular para a igreja paulista da SS. Trinità em Monte Citorio, Roma, que ele fundou e nomeou seu beneficiário. Sua biografia foi escrita por um padre paulista e publicada em Roma em 1761. O cônego Salvino Salvini também escreveu a biografia do cardeal, mas não foi publicada. Giovanni Maria Brocchi registrou o nome do cardeal Lanfredini no primeiro volume de Vite de' Santi della diocesi di Firenze. Os padres paulistas colocaram um memorial ao cardeal sobre a porta principal da igreja de Monte Citorio com uma inscrição honrosa. Ele foi o último descendente de sua família.